# Beau Bassin
Beau Bassin, som har vuxit samman med Rose Hill, är Mauritius tredje största stad, och distriktet Plaines Wilhems huvudstad. Staden är ett större kommersiellt center, och landets näst största näst Port Louis.